# Monts Bewani
Les monts Bewani sont un massif montagneux du nord-ouest de la Papouasie-Nouvelle-Guinée. Leur point culminant est situé à 1 960 m d'altitude. Ils sont situés à l'est des monts Torricelli.